# Ding an sich
Das Ding an sich ist ein Begriff, der in der modernen Erkenntnistheorie wesentlich von Immanuel Kants dualistischer Philosophie geprägt ist, wobei er in dessen Gesamtwerk in zahlreichen, teils miteinander nicht vereinbaren Bedeutungen verwendet wird. Vorwiegend gilt der Terminus aber als Oberbegriff für sogenannte intelligible Gegenstände oder für die denkmögliche Entität einer intelligiblen Ursache, die beide dadurch bestimmt sind, keine Entsprechung in der reinen, folglich auch nicht in der sinnlichen Anschauung (Erfahrung) zu haben.

## Begriffsgeschichte
In der Folge der Einführung der aristotelischen Kategorien wird in der Scholastik zwischen dem unterschieden, was einer Sache als akzidentale Eigenschaft und was ihr „an sich“, also als notwendige Eigenschaft zukommt, wobei „an sich“ dem griechischen kath’auto (aus sich selbst heraus) und dem lateinischen per se entspricht. So ist der Mensch an sich, notwendigerweise, körperlich, der Körper aber nicht per se menschlich. Dabei war der scholastische Diskurs noch weithin von dem sogenannten Universalienstreit um den Nominalismus geprägt: letzterer betrachtete die allgemeinen Begriffe allein als im Namen (Wort) befindlich, also als Gedankendinge – etwa die „Menschheit“, die so wenig existiere wie die „Pferdheit“.
Die annähernd kantische Bedeutung des Dinges an sich findet sich dagegen erstmals bei Descartes, der zwischen der Erscheinung von Dingen in der Einheit von Geist und Verstand und äußeren Körpern an sich unterscheidet, von denen er aber anmerkt, sie könnten sich der Erkenntnis gegebenenfalls erschließen: „Es genügt, wenn wir beachten, dass die sinnlichen Wahrnehmungen nur jener Verbindung des menschlichen Körpers mit der Seele zukommen und uns in der Regel sagen, wiefern äußere Körper derselben nützen oder schaden können, aber nur bisweilen und zufällig uns darüber belehren, was sie an sich selbst sind.“ (Phil. Pr., II, 3)
Nach Auffassung von Alexander Gottlieb Baumgarten wurde das „Ding an sich“ eine weit verbreitete Konzeption der französischen Philosophie, von D’Alembert, Condillac, Bonnet und Maupertuis (Lettres, IV) verwendet, wobei Schopenhauer die Darlegungen des letzteren zu der Annahme verleiteten, Kant habe den Gedanken von Maupertuis übernommen (WWuV, II). Doch von Frankreich aus fand das neue philosophische Modewort den Weg auch bald in die deutschsprachigen Lehrbücher der Metaphysik, so dass es schon zu Kants Studienzeiten auch in Königsberg ein Gemeinplatz der Philosophie war.

## Die kantischen Definitionen
Wie auch bei anderen Begriffen, die Kant übernimmt und neu definiert, ist die Bedeutung des Dinges an sich keineswegs einheitlich. Durch den Wandel des kantischen Gedankens von der vorkritischen zur kritischen Periode wird die Begriffsverwirrung in der Rezeption selbst in Fachlexika (z. B. Eisler) noch verstärkt, so dass als eine chronologische Grenze der Definition zunächst die Kritik der reinen Vernunft genannt werden muss, da Kant in der Dissertation von 1770 (Mund. sens.) davon überzeugt war, dass die Verstandesbegriffe die Dinge so geben, „wie sie sind“ (ebd., § 4), was in der Transzendentalen Deduktion des kritischen Hauptwerkes methodisch zurückgewiesen wird. Ist der Begriff dort aber noch im Wesentlichen als „problematisch“ bewertet, so erhält er im Verlauf der Formulierung in der Kritik der praktischen Vernunft einen zunehmend affirmativen Charakter, was sich auch in Kants Verteidigung gegen den Vorwurf des Idealismus in den Prolegomena niederschlägt.
Im kantischen Gesamtwerk, in dem die Formulierung über hundert Mal verwendet wird, lassen sich wenigstens die folgenden Konnotationen erkennen, deren genaue Bestimmung dadurch weiter erschwert wird, dass diese Unterbegriffe zunächst voneinander abgegrenzt, dann aber gelegentlich als synonyme Zusätze – etwa in Klammern – teils auch ohne Bezug auf das Lemma, wieder gleichgesetzt werden.
1. reines Gedankending, Verstandeswesen, Noumenon
  1. Gegenstand, der bleibt, wenn man von allen subjektiven Bedingungen der Anschauung und den Gesetzen des Erkennens absieht: gedachter Gegenstand ohne räumliche Ausdehnung jenseits der Zeit und der Kausalität, (KrV A 30; B 42; B 164; B 306)
  2. Gegenstände der Sinnenwelt in „ihrer Beschaffenheit an sich selbst“, jenseits der „Art, wie wir sie anschauen“; andere Beziehung auf das Objekt, (KrV B 306; Convolut VII), unbekannter Gegenstand hinter den Erscheinungen, auch: „transzendentaler Gegenstand“ (KrV, A 191/B 236)
2. Transzendentales Objekt, (auch: „Transzendentaler Gegenstand“), „Correlatum der Einheit der Apperzeption“ (KrV, A 250), „Erfahrungseinheit“, (KrV A 108)
3. causa sui, die „intelligible Ursache“, die Ursache aus Freiheit, im Gegensatz zur Kausalität, als dem bestimmenden Merkmal der „Dinge an sich“, in diesem Kontext auch „Sachen an sich selbst“, (Prolegomena § 53; GMS BA 107; KrV B XXXI; B XXXVII f.; A 418; A 538-541/B 566-569)
4. allein durch die Kategorie gedachte Substanz, (AA IV, KrV, S. 217)
5. als Ausnahme: realer Gegenstand in der Überzeugung empirischer Lehren, d. i. eines positivistischen, unangezweifelten Daseins der Dinge (KrV B 164; A 130)

Die Bestimmungen und damit die Bedeutungen innerhalb des kritischen Gedankens sind teils ergänzend, teils unterscheiden sie sich aber auch ganz erheblich: so sind die Noumena der ersten Bedeutung bestimmbar, das transzendentale Objekt dagegen nicht. Dem Letzteren kann also kein Prädikat zugewiesen werden, den Noumena schon. Diese stellen einen „Grenzbegriff“ der Möglichkeit des sinnlichen Erkennens dar, während aber die causa sui aus einem Vernunftschluss entsteht und den Regress in der Kette der Ursachen betrifft. Somit kann nur im jeweiligen Kontext entschieden werden, um welche der Bedeutungen es sich handelt, wobei die Exegese nicht in jedem Fall zu unstreitigen Resultaten führt. Wird der Terminus „Ding an sich“ als ein von Kant de facto, wenn auch nicht explizit so behandelter Oberbegriff betrachtet, so ist das gemeinsame Merkmal (dictum de omni et nullo) der gelisteten Unterbegriffe, bis auf die Ausnahme (5), aber als die Unmöglichkeit der reinen, darum auch der empirischen Anschauung des Gegenstandes zu erkennen. Dabei ist die Bedeutung (5) von Kant naturgemäß nicht gesetzt, sondern wird als apagogischer Beweis zu didaktischen Zwecken verwendet (d. i.: wäre es ein Ding an sich, so müsste – argumentum – also kann es kein solches sein.)
Bezeichnend für die kantische Erkenntnistheorie ist folgendes Zitat aus der Kritik der reinen Vernunft: „Wenn wir aber auch von Dingen an sich selbst etwas durch den reinen Verstand synthetisch sagen könnten (welches gleichwohl unmöglich ist), so würde dieses doch gar nicht auf Erscheinungen, welche nicht Dinge an sich selbst vorstellen, gezogen werden können. Ich werde also in diesem letzteren Falle in der transscendentalen Überlegung meine Begriffe jederzeit nur unter den Bedingungen der Sinnlichkeit vergleichen müssen, und so werden Raum und Zeit nicht Bestimmungen der Dinge an sich, sondern der Erscheinungen sein: was die Dinge an sich sein mögen, weiß ich nicht und brauche es auch nicht zu wissen, weil mir doch niemals ein Ding anders als in der Erscheinung vorkommen kann.“
Gemäß der grundlegenden Satzung der Kritik der reinen Vernunft, die Grenzen der Möglichkeit einer Ontologie darzulegen, werden die Bedeutungen des Oberbegriffes und der gelisteten Unterbegriffe in der Elementarlehre also als „problematisch“ definiert und verwendet, demnach als bloße Möglichkeiten der seinsphilosophischen Reflexion. Schon in der Methodenlehre und dem dortigen Vorgriff auf die praktische Vernunft zeichnet sich aber ab, dass Kant daran nicht festhalten, sondern, wenn auch nur um einen Grad, die Konnotation des Affirmativen des Begriffes zulassen wird, was nicht allein der Notwendigkeit für die Konzeption des homo noumenon der Kritik der praktischen Vernunft entspringt, sondern auch jener, den transzendentalen Gedanken gegen den Idealismus im Sinne Berkeleys abzugrenzen.
In den Prolegomena, dem Kommentar der Kritik der reinen Vernunft für die akademische Lehrtätigkeit, wird der Begriff in diesem Sinne gefasst: „Demnach gestehe ich allerdings, daß es außer uns Körper gebe, d. i. Dinge, die, obzwar nach dem, was sie an sich selbst sein mögen, uns gänzlich unbekannt, wir durch die Vorstellungen kennen, welche ihr Einfluß auf unsre Sinnlichkeit uns verschafft, und denen wir die Benennung eines Körpers geben; welches Wort also blos die Erscheinung jenes uns unbekannten, aber nichts desto weniger wirklichen Gegenstandes bedeutet. Kann man dieses wohl Idealismus nennen? Es ist ja gerade das Gegentheil davon.“
Neben dem homo noumenon ist die Formulierung des „wirklichen Gegenstandes“ wesentlich jene, mit der Kant, indem er die Kritiker der einen Seite zurückwies, die der anderen herausforderte, da die Wirklichkeit gemäß der transzendentalen Lehre ein Verstandesbegriff und nicht auf Dinge an sich anwendbar ist. Doch es heißt dort auch: „Der Grundsatz, der meinen Idealism durchgängig regiert und bestimmt, ist dagegen: 'Alles Erkenntniß von Dingen aus bloßem reinen, Verstande oder reiner Vernunft ist nichts als lauter Schein, und nur in der Erfahrung ist Wahrheit.'“

## Rezeption und Wirkungsgeschichte

### Aenesidemus
Das „Ding an sich“ wurde zu einem zentralen Sujet der Kritik an Kant, in der das Merkmal der Unerkenntlichkeit bald dazu führte, die Konzeption zurückzuweisen, beginnend mit dem Idealismus-Vorwurf der Göttinger Rezension und gefolgt von Gottlob Ernst Schulze (Aenesidemus, 1792), der auf Carl Leonhard Reinholds Briefe über die kantische Philosophie von 1786 bis 1787 reagierte. Kant hatte in der Kritik der reinen Vernunft und den Prolegomena dargelegt, dass Naturgesetze und Kausalität nicht für Dinge an sich gelten. Wie die Seele nicht den Naturgesetzen unterworfen ist, kann das Gedankending, z. B. „das unendliche Wesen“, auch nicht in einer kausalen Zeitreihe oder in der Zeit überhaupt gedacht werden.
Dennoch wählte Schulze für seine Kritik das Argument, dass auf das „Ding an sich“ als „Ursache des Stoffs der empirischen Erkenntnis“ die Kategorie der Kausalität nicht anzuwenden sei, wobei er sich allerdings nicht direkt auf Kant, sondern auf Reinhold bezog: Ist „das Prinzip der Caussalität außer unserer Erfahrung ungiltig, so ist es ein Mißbrauch der Verstandesgesetze, wenn man den Begriff Ursache auf etwas anwendet, so außer unsern Erfahrungen und gänzlich unabhängig von den selben da seyn soll. Wenn also auch die kritische Philosophie gar nicht gerade zu leugnet, daß es Dinge an sich, als Ursachen des Stoffs der empirischen Erkenntnisse gäbe, so muß sie doch eigentlich, vermöge ihrer eigenen Prinzipien, der Annahme einer solchen obiektiven und transscendentalen Ursache des Stoffes unserer empirischen Erkenntniß alle Realität und Wahrheit absprechen, und nach ihren eigenen Grundsätzen ist also nicht nur der Ursprung des Stoffes der empirischen Erkenntniß, sondern auch deren ganze Realität, oder deren wirkliche Beziehung auf etwas außer unsern Vorstellungen völlig ungewiß und für uns = x.“
Dabei lag der Einwand nahe, dass ein Ding an sich selbst zwar nie Erscheinung ist, aber doch der denkbare Grund davon sein kann, und für die Erscheinungen gilt die Kausalität, auch eine durch Freiheit. Demnach müssen die „Ursachen des Stoffs der empirischen Erkenntnisse“ selbst nicht zu den letzteren gehören – wie der freie Wille als Ursache für ein Ereignis weder Erscheinung noch der (notwendigen) Kausalität unterworfen ist. In diesem Sinn unterscheidet Kant die „Ursache in der Erscheinung“ (das heißt, die Ursache ist Teil der Erscheinung) von der „Ursache der Erscheinung“.
In die gleiche Richtung wie Schulze argumentierte auch Friedrich Heinrich Jacobi. Nach ihm kommt man ohne das Ding an sich nicht in das Kantsche System hinein, mit ihm kann man nicht darin bleiben.

### Die Position Hegels und Fichtes
Auf der anderen Seite wurde der bei Kant für unmöglich erklärte Begriff des intellectus intuitivus, also eine rein begriffliche, intellektuelle Anschauung,
von dem von Kant selbst noch geförderten Fichte als eine Möglichkeit benutzt – womit also das Problematische aufgehoben war –, das Ich zum Prinzip der Existenz an sich zu erheben (Wissenschaftslehre, 1794, § 4), was dazu beitrug, die romantische Periode der deutschen Philosophie einzuleiten.
Auch Hegel erklärte Kants These, dass das „Ding an sich“ grundsätzlich nicht zu erkennen sei und nur Erscheinungen erkannt werden können, für eine Absage an den Wahrheitsanspruch der Philosophie. Das „Ding an sich“ bleibe so „jenseits des Denkens“. Er hält ihm entgegen, dass das an sich seiende Ding selbst ein Gedankending ist und als „subjektive Bedingung des Erkennens“ damit wieder ins Denken (ins Subjekt) zurückfällt. Er hält es für einen sonderbaren Widerspruch Kants. Die Konsequenz wäre eine nicht weiter zu schließende Differenz. Das Ich bleibe so immer in seiner Subjektivität eingeschlossen und komme nicht zum „wahren Inhalt“. Hegels philosophisches Denken bemühte sich darum, gerade dieses Problem zu überwinden. Im Erkennen der Erscheinung ist für Hegel schon die Wahrheit beider Momente (Subjektivität – Objektivität) enthalten. Doch Kant sieht dieses objektive Moment der Erscheinung nicht.
„Erkennen ist in der Tat ihre Einheit; aber bei der Erkenntnis hat Kant immer das erkennende Subjekt als einzelnes im Sinne. Das Erkennen selbst ist die Wahrheit beider Momente; das Erkannte ist nur die Erscheinung, Erkennen fällt wieder ins Subjekt.(…) Denn es enthält (bei Kant, Anm.) die Dinge nur in der Form der Gesetze des Anschauens und der Sinnlichkeit.“
Er wirft Kant also im Grunde vor, seine Begrifflichkeiten nicht genau überprüft zu haben. Da es sich bei dem Ding an sich um eine Abstraktion von jeglichem Inhalt handele, sei nichts leichter, als das Ding an sich zu wissen. In den Antinomien der Kritik der reinen Vernunft habe Kant die in sich widersprüchliche Natur der Vernunft aufgedeckt.
„Die wahre und positive Bedeutung der Antinomien besteht nun überhaupt darin, dass alles Wirkliche entgegengesetzte Bestimmungen in sich enthält und dass somit das Erkennen und näher das Begreifen eines Gegenstandes eben nur soviel heißt, sich dessen als einer konkreten Einheit entgegengesetzter Bestimmungen bewusst zu werden.“

### Schopenhauer
Arthur Schopenhauer machte von dem „Ding an sich“ einen Gebrauch, den Kant sicher abgelehnt hätte und gründete den Weltwillen auf diese Konzeption. Der Kommentar zu dem so begründeten kantischen Dualismus fiel wohl auch deshalb euphorisch aus: „Kants größtes Verdienst ist die Unterscheidung der Erscheinung vom Dinge an sich, – auf Grund der Nachweisung, daß zwischen den Dingen und uns immer noch der Intellekt steht, weshalb sie nicht nach dem, was sie an sich selbst seyn mögen, erkannt werden können.“ (Anhang der Die Welt als Wille und Vorstellung). Allerdings, so fuhr Schopenhauer fort, sei Kant eben nicht zu der Erkenntnis gelangt, „daß die Erscheinung die Welt als Vorstellung und das Ding an sich der Wille sei.“
Wie schon Fichte und Hegel geht somit auch Schopenhauer über den rein problematischen Gebrauch des Begriffes in der Kritik der reinen Vernunft hinaus und verwendet das „Ding an sich“ als affirmativen, also seienden Weltgrund: Kant, so heißt es in Die Welt als Wille und Vorstellung, „leitete das Ding an sich nicht auf die rechte Art ab, wie ich bald zeigen werde, sondern mittelst einer Inkonsequenz, die er durch häufige und unwiderstehliche Angriffe auf diesen Haupttheil seiner Lehre büßen mußte. Er erkannte nicht direkt im Willen das Ding an sich“ (ebd.). Die Philosophie des Willens, auf die sich später Friedrich Nietzsche beruft, wird also methodisch durch die Setzung des „Ding an sich“ des kosmischen Prinzips möglich. Die Musik nehme aufgrund ihrer Abstraktheit, ihres unmittelbaren Ausdrucks des Willens und ihres mathematischen Wesens innerhalb der Künste eine Sonderrolle ein. Schopenhauer betont, Musik stünde ganz abgesondert von allen andern schönen Künsten. Musik stelle „zu allem Physischen der Welt das Metaphysische, zu aller Erscheinung das Ding an sich dar.“ Für Schopenhauer bildet die Musik „den innersten aller Gestaltung vorhergängigen Kern, oder das Herz der Dinge […]. Dies Verhältniß ließe sich recht gut in der Sprache der Scholastiker ausdrücken, indem man sagte: die Begriffe sind die universalia post rem, die Musik aber giebt die universalia ante rem, und die Wirklichkeit die universalia in re.“ Schopenhauers Ausführungen zur „Metaphysik der Musik“ in Parerga und Paralipomena betrachtet er als „eine Auslegung der Pythagorischen Zahlenphilosophie“. Das „ganze Wesen der Welt“ sei mathematisch zu definieren und durch die Musik unmittelbar erfahrbar.

### Neukantianismus
Entgegen einer auch heute noch anzutreffenden Lehrmeinung war es nicht der Gründer des Neukantianismus, Hermann Cohen, der die Konzeption des „Ding an sich“ verwarf. In seinem Hauptwerk zur kantischen Philosophie, Kants Theorie der Erfahrung, bekräftigte er vielmehr durchaus philologisch korrekt, dass das „Ding an sich“ als intelligible Ursache der Erscheinungen nur ein „Grenzbegriff“ sein kann und legte dar: „Das Gerede, Kant habe die Erkenntnis zwar auf die der Erscheinungen eingeschränkt, dennoch aber das unerkennbare Ding an sich stehen gelassen, dieses oberflächliche Gerede wird doch nach hundert Jahren endlich einmal verstummen müssen. Aber es kann nicht anders verschwinden, als indem man zur Einsicht gelangt, dass das Ding an sich der Ausdruck eines Gedankens ist, den weder das Denken der Anschauung zu concediren, noch diese jenem nachzugeben hat.“
Die Behauptung, Cohen habe das Ding an sich weginterpretiert, wurde dagegen erstmals in einer anonymen Rezension der Blätter für Literarische Unterhaltung erhoben, bald bekräftigt von A. Riehl.
Auch im Zeitgeist der positivistischen Philosophien und der Erfolge der empirischen Wissenschaften wurde der Begriff zunehmend zurückgewiesen, unter anderem von Johannes Volkelt (Immanuel Kants Erkenntnistheorie, Leipzig 1879), Friedrich Harms (Die Philosophie seit Kant, Berlin 1876), Eduard von Hartmann (Kritische Grundlegung des transcendentalen Realismus, Berlin 1875), Alfred Hölder (Darstellung der Kantischen Erkenntnistheorie, Tübingen 1874), Ernst Laas (Kants Analogien der Erfahrung, Berlin 1876), August Stadler (Die Grundsätze der reinen Erkenntnistheorie in der Kantischen Philosophie, Leipzig 1876) und Alois Riehl (Der philosophische Kriticismus und seine Bedeutung für die positive Wissenschaft, Leipzig 1876).

### Philosophische Grundlagen der Quantenmechanik
Der Physiker und Begründer der Quantenmechanik Werner Heisenberg äußert sich 1958 ausführlich zum Verhältnis von »Physics and Philosophy« (Physik und Philosophie), insbesondere auch zu Kant: „Für den Atomphysiker ist das ‚Ding an sich‘, sofern er diesen Begriff überhaupt gebraucht, schließlich eine mathematische Struktur.“ Auch bei Physikern wie Niels Bohr, Max Planck, Arnold Sommerfeld und Hans-Peter Dürr ist diese Auffassung nachzuweisen, allerdings wählen diese Physiker statt des Begriffs ‚Ding an sich‘ andere Ausdrucksweisen, in denen allerdings die philosophische Betrachtungsweise Heisenbergs bestätigt wird. Dieser beruft sich ähnlich wie Schopenhauer vielfach auf die Pythagorischen Zahlenphilosophie und auf die Musik. Diesbezüglich bestehe eine Übereinstimmung mit der Quantenphysik, denn „die moderne Physik schreitet also auf denselben geistigen Wegen voran, auf denen schon die Pythagoreer und Platon gewandelt sind.“. „Der eigentliche Inhalt der Musik aber erschließt sich uns im unbewussten geistigen Aufnehmen jener rationalen Zahlenverhältnisse. In ähnlicher Weise ist die bewusste Kenntnis der mathematisch formulierten Naturgesetze die Voraussetzung für ein aktives, auf den praktischen Nutzen gerichtetes Eingreifen in die materielle Welt.“

### Weitere Interpretationen
Das Ding an sich wird vom Spiritualismus als etwas Seelisches, vom Voluntarismus als Wille, vom Intellektualismus als Vernunft interpretiert. Für den Materialismus ist es die Materie und für den subjektiven Idealismus gibt es überhaupt keine Dinge an sich. Während der (aprioristische) Kritizismus (und Agnostizismus) auf der prinzipiellen Unerkennbarkeit der Dinge an sich besteht.